# André Weiß (Fußballspieler)
André Weiß (* 5. Oktober 1983) ist ein ehemaliger deutscher Fußballspieler.
Seine Karriere begann der Mittelfeldspieler in der Jugendmannschaft von Dynamo Dresden. Seit der Saison 2002/03 gehörte er zum erweiterten Kreis der ersten Mannschaft, die zu diesem Zeitpunkt in der drittklassigen Regionalliga Nord spielte. 2004 stieg er mit Dresden in die 2. Bundesliga auf. Nach der Saison 2006/07, in der er aufgrund einer schweren Verletzung nicht zum Einsatz kam, beendete er seine Karriere als Sportinvalide.

## Erfolge/Bilanz
- 4 Zweitligaeinsätze
- 7 Regionalligaeinsätze
- 2003 Sachsenpokalsieger
- 2004 Aufstieg in die 2. Bundesliga